# Jan Hammer
Jan Hammer (ur. 17 kwietnia 1948 w Pradze) – czeski kompozytor, pianista, gra również na organach Hammonda i syntezatorach oraz na perkusji.
Syn znanej czeskiej piosenkarki jazzowej Vlasty Pruchovej i kardiologa Jana Hammera, w przeszłości także muzyka. Od Praskiej Wiosny (1968) mieszka i tworzy w USA. Szerszą popularność zdobył na początku lat 70., kiedy został członkiem Mahavishnu Orchestra, grupy jazzowo-rockowej, założonej i kierowanej przez gitarzystę Johna McLaughlina. Znany jest również ze skomponowania muzyki do bardzo popularnego w latach 80. serialu – Miami Vice (w Polsce znanego pod tytułem Policjanci z Miami).